# エンヌボン
エンヌボン （Hennebont、ブルトン語:Henbont、12世紀のつづりはHanebont）は、フランス、ブルターニュ地域圏、モルビアン県のコミューン。

## 地理
県南西部にあるエンヌボンは、ロリアンから10kmほどのところにある。大西洋からは15kmほどである。まちを流れるブラヴェ川は河口でスコルフ川と合流してロリアン湾に注いでいる。
まちはブラヴェ川の左右、東西に分かれて広がる。

## 歴史

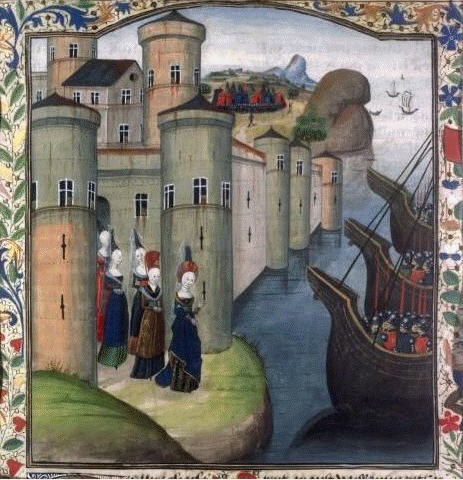
エンヌボン要塞から落ちのびるジャンヌ・ド・フランドル

ブラヴェ川にできた橋から、ブルトン語学者によるとまちはHen Bont（橋、または古い橋）と呼ばれた。鉄器時代以降、ガリアのオッピドゥムがブラヴェ川沿いにできた。中世のエンヌボンはケメネ＝エボエ領主が治め、1200年から1264年の間にアンリ・デンヌボンの命令で川を見下ろす岩の上にモット・アンド・ベーリーが築かれた。右岸のサン・カラデック教区がエンヌボン中心部の前身である。ブルターニュ公によってエンヌボンのまちができると、古いケメネ＝エボエのカウンティは解体された。エンヌボンは、狭い川を管理する戦略的な位置にあった。
13世紀半ば、ブルターニュ公ジャン1世はエンヌボンの封建領主制を廃し、城郭都市とすべくブラヴェ左岸に要塞を建設し始めた。エンヌボンはたちまち公国の重要な要塞となり、この時代に数回の包囲戦を経験している。
1342年の包囲戦は、ブルターニュ継承戦争のさなかで、ジャン3世の後継を名乗り出たシャルル・ド・ブロワ派とジャン・ド・モンフォール派とに分かれて争っていた。シャルル・ド・ブロワがエンヌボンの城壁を包囲していた。夫がフランス王国の捕虜となって不在にもかかわらず、モンフォールの妻ジャンヌ・ド・フランドルが首尾よく徹底抗戦を行い、エンヌボン城壁を盾に避難した。降伏寸前の要塞はぎりぎりのところで、ブラヴェ川の流れを上り救援にきたイングランド艦隊に救われた。包囲されている間、ジャンヌ・ド・フランドルは勇敢な戦いぶりから「火の女ジャンヌ」（Jeanne La Flamme）というあだ名を付けられた。
数十年後、ベルトラン・デュ・ゲクランが再びエンヌボン要塞を包囲し、要塞をイングランド軍の駐屯地とした。ユグノー戦争時代にはドンブ公爵が包囲戦に勝利している。
16世紀にブルターニュ全体が繁栄と平和の時代を迎えた。この時代にノートルダム・デュ・パラディ教会が鍛冶屋のフランソワ・ミシャールの先導で住民の助けを借りて建てられた。
17世紀から18世紀まで、エンヌボンの周辺では農業と海上貿易が主体だった。コミューンには1500人から2000人の人口があった。エンヌボンはまた市場のまちであり、行政の中心だった。1666年の場合、ロリアンの誕生がエンヌボンの優位性に終止符を打った。世紀を通じて偉大な活気ある都市エンヌボンには何も残らなかった。この時代に建てられた建物には繁栄のあとが見られる。エンヌボンの行政・司法における優位性は、18世紀半ばにインド会社が設置されたロリアンの方が優位になって、衰えていった。
1857年、国立種馬飼育場が旧ノートルダム・ド・ラ・ジョワ修道院跡に移ってきた。エンヌボンはブルトン馬開発の重要な土地となった。
イギリスからの石炭輸入、そして地域産業である錫を原料とした缶詰製造の成長を可能にするため、ブラヴェ川上交通の発展が確保された。戦間期のエンヌボンは工業都市として知られ、郊外の新興住宅地が作られるなど重要な都市開発が進んだ。

## 人口統計
| 1962年 | 1968年 | 1975年 | 1982年 | 1990年 | 1999年 | 2006年 | 2009年 |
| ------ | ------ | ------ | ------ | ------ | ------ | ------ | ------ |
| 11690  | 11799  | 12273  | 12963  | 13624  | 13412  | 14174  | 15079  |

## 言語
2009年12月9日、エンヌボンは日常生活でのブルトン語使用促進を進めるYa d'ar brezhoneg憲章を批准した。2007年の新学期初頭、ブルトン語との二言語初級学校で学ぶ児童は全体の5.6%だった。

## ギャラリー

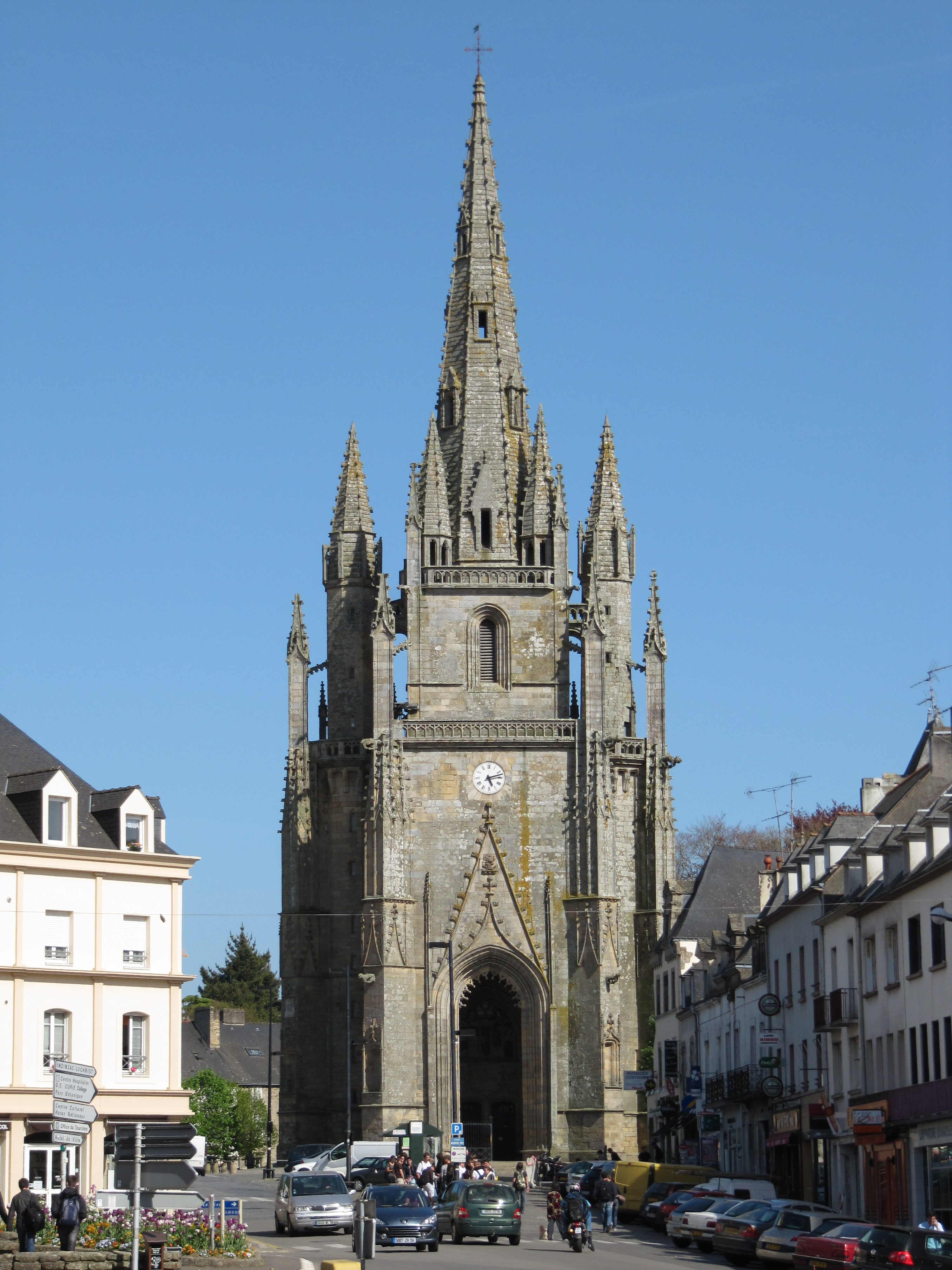
ノートルダム・ド・エンヌボン教会
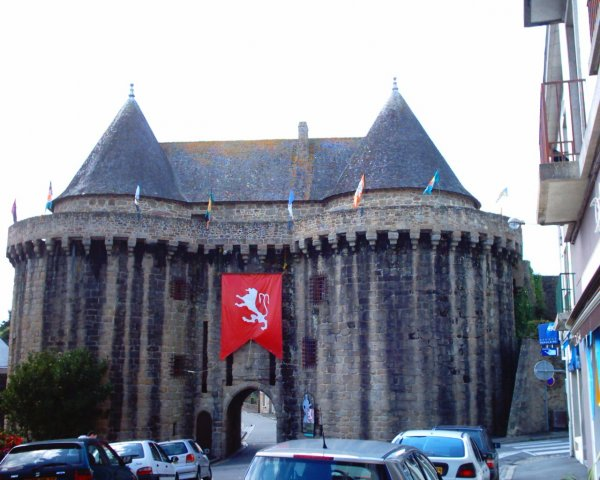
かつての城壁の一部であるブロエレック塔
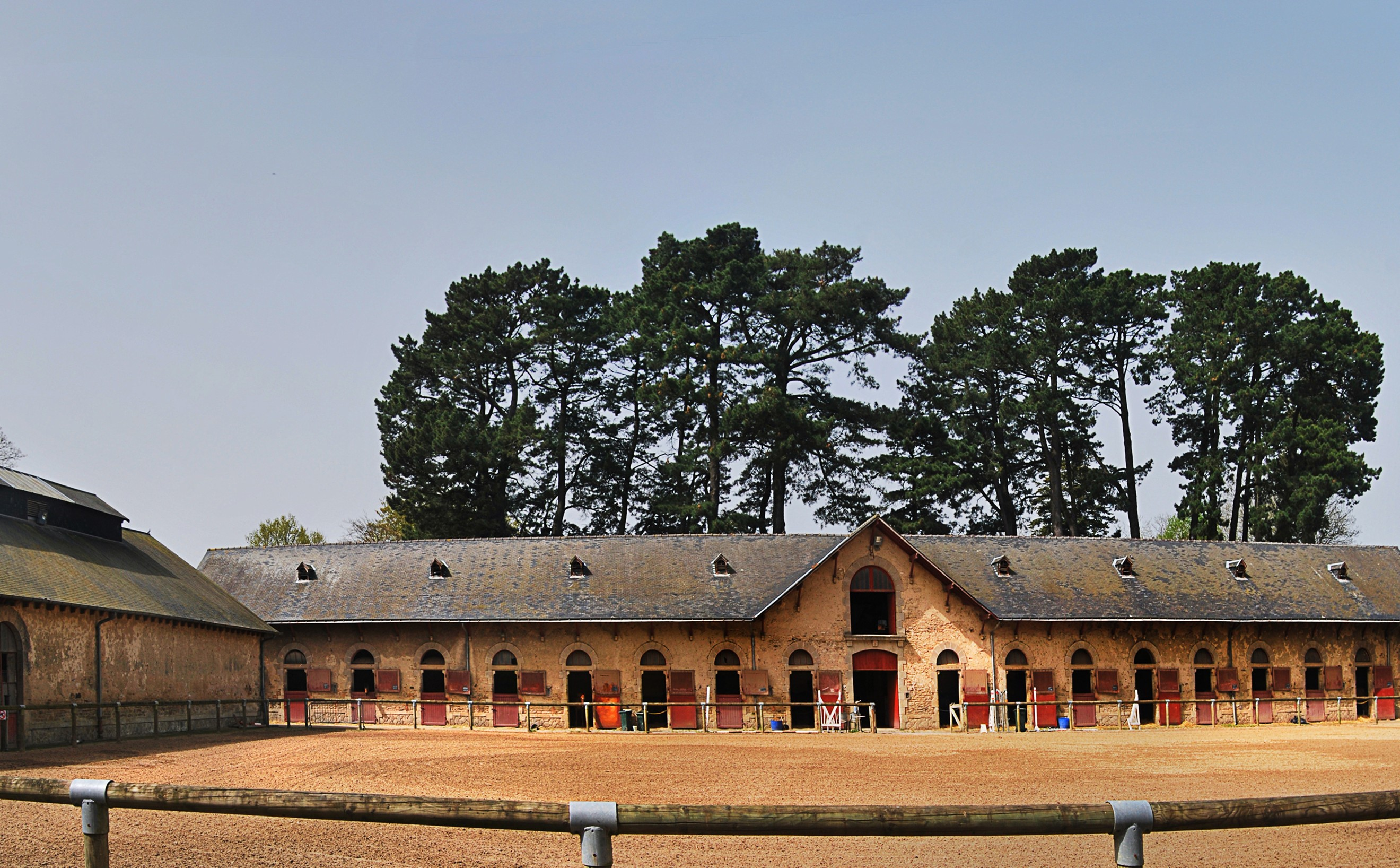
国立種馬飼育場

## 交通
- 鉄道 - TERエンヌボン駅

## 出身者
- アントニー・ル・タレク - サッカー選手
- ワレン・バルギル - 自転車競技選手
- レティシア・ペイエ - 柔道家

## 姉妹都市
- クロナハ、ドイツ
- ムルディア、マリ共和国
- ハルフル、パレスチナ
- マンブルス、ウェールズ